# Dorina
Dorina, nome artístico de Adorina Guimarães Barros  (Rio de Janeiro, 16 de outubro de 1962) é uma cantora, intérprete, sambista e radialista brasileira.

## Discografia

### Carreira Solo
- Eu Canto Samba, 1996 | Independente
- Dorina.com, 2001 | Independente
- Sambas de Almir, 2003 | Independente
- O Violão e o Samba, 2007 | Independente, Zambo Discos
- Samba de Fé, 2008 | Independente
- Brasileirice, 2010 | Independente
- Sambas de Luiz, 2013 | Independente
- Sambas de Aldir e Ouvir - ao vivo, 2016 | Independente, Ritmiza
- Na Lira da Canção - Ana Costa, Dorina e Lu Oliveira entre versos de Socorro Lira, 2019 | Ritmiza

### Coletâneas
- Raiz do Samba, 2000 | Leblon Records
- Tem Mais Samba, 2005 | Rob Digital

### DVDs
- Casa de Samba 4, 2000 | Universal Music
- Cidade do Samba, 2007 | Zecapagodiscos, Música Fabril
- Samba de Fé, 2011 | Independente
- Família Diniz - Um Coração Azul e Branco, 2012 | Independente
- Sambabook Martinho da Vila, 2013 | Som Livre
- Galocantô canta Luiz Carlos da Vila, 2016 | Independente
- Sambas de Aldir e Ouvir - Ao Vivo , 2018 | Independente

### Participações
- Encaixe - Ricardo de Oliveira, 2016 | Independente
- Sambas Para a Mangueira, 2015 | Biscoito Fino
- Sambabook Martinho da Vila, 2013 | Som Livre
- Velha Guarda da Mangueira - Homenagens - Vol. I, 2012
- SambaCord - Franco Cava, 2012 | Independente
- Família Diniz - Um Coração Azul e Branco, 2012 | Independente
- As Cantoras da Lapa - Encantos do Samba, 2008 | Brito Produções
- Ninar Meu Samba - Gabrielzinho do Irajá, 2007 | Independente
- Sambas Sem Amarras - Roberto Chama interpreta Valmir Barbosa, 2006 | Independente
- Novo Canto - Vol. 1, 2 e 3, 1999
- Noel Rosa - Coisas Nossas, 1996